# Clima da Cidade do México
A Cidade do México é tão grande que tem vários microclimas dentro do clima da cidade. Curiosamente estes microclimas coincidem com os climas do país. Por exemplo, no norte da cidade é árido, em contraste com o sul, que conta com muito mais vegetação e humidade. O centro é uma zona intertropical, com temperaturas altas, mas esta condição pode ser modificado devido a altitude e relevo, 75% do território tem clima temperado, 23% de semi-frio e 2% de clima semi-seco.
No norte, noroeste, centro, centrosul e leste, se distribui o clima temperado. Esta extensa zona tem uma altitude que vai de 2.250 m em Iztapalapa a 2.800 m na Sierra de Guadalupe, nas áreas orientais da Sierra de las Cruces e na Sierra Ajusco-Chichinautzin; a temperatura média anual varia de 12°C nas partes mais altas a 23°C nas altitudes menores; na mesma ordem, a precipitação total anual vai de 1.234 a 600 mm.

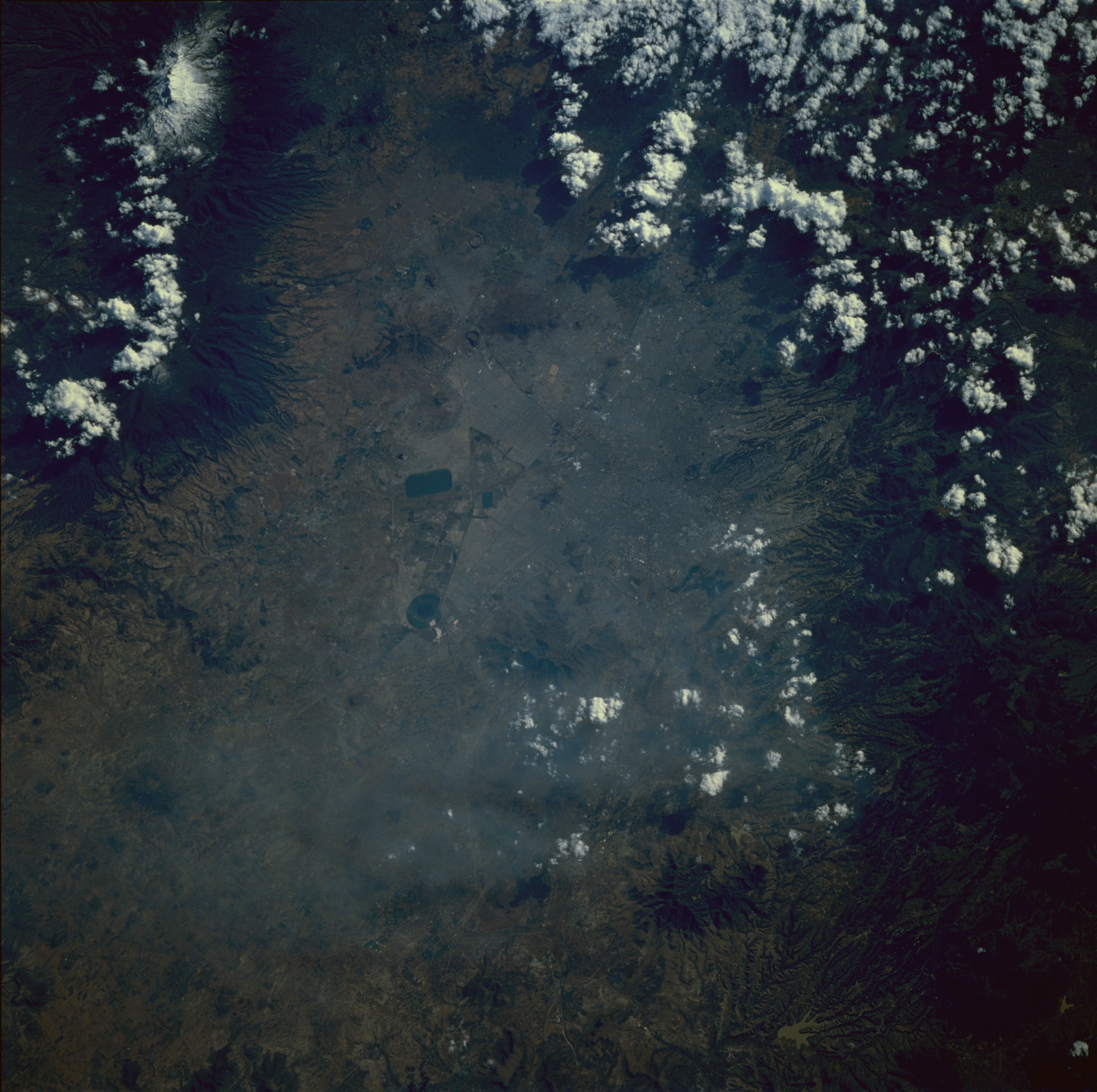
Fotografia aérea que mostra a poluição da cidade em 1985

O clima semi-frio se localiza na região sul e noroeste-sudeste e comprende os terrenos de maior altitude (de 2.900 m acima) e nas Serras las Cruces e Ajusco-Chichinautzin. Sua temperatura média anual chega a 12°C e nas partes mais baixas da região e a 5°C nas serras; a precipitação total anual vai de 1.000 a 1.500 mm.
No sudeste e sul da capital apresenta-se um clima semi-frio com muitas chuvas de verão. Cobrindo 10% da superfície da região e arredores ocidentais e no sul das Serras de Cruz del Marqués (Ajusco) e Pelado, e no vulcão Chichinautzin. A temperatura média anual varia dentro do mesmo padrão de clima semi-frio, mas a precipitação total anual é um pouco maior, de 1.200 a 1.500 mm.
A região de menor umidade está situada nos arredores do Aeroporto Internacional da Cidade do México pertencente ao clima semi-seco temperado com chuvas de verão, que tem como características distintas de temperatura média anual de 14° a 18°C e uma precipitação total anual de 500 a 600 mm.

## Registros meteorológicos
|                                                  |    | Jan  | Fev  | Mar  | Abr  | Mai  | Jun   | Jul   | Ago   | Set   | Oct  | Nov  | Dez  | TOTAL  |
| ------------------------------------------------ | -- | ---- | ---- | ---- | ---- | ---- | ----- | ----- | ----- | ----- | ---- | ---- | ---- | ------ |
| Tacubaya                                         | TP | 12,9 | 14,4 | 16,6 | 17,7 | 18,0 | 17,3  | 16,2  | 16,2  | 15,9  | 15,1 | 14,0 | 13,0 | 15,6   |
| 1921-98                                          | P  | 8,2  | 5,6  | 10,3 | 24,7 | 56,5 | 133,8 | 172,8 | 159,5 | 138,1 | 57,5 | 14,0 | 6,6  | 787,6  |
| Ajusco                                           | TP | 9,1  | 10,1 | 11,9 | 13,1 | 13,5 | 12,8  | 11,7  | 12,0  | 11,6  | 11,2 | 10,2 | 9,6  | 11,4   |
| 1962-87                                          | P  | 17,8 | 12,7 | 13,2 | 37,8 | 95,3 | 212,2 | 234,3 | 237,1 | 211,9 | 78,7 | 13,0 | 9,6  | 1173,6 |
| Gran Canal                                       | TP | 13,4 | 14,7 | 17,1 | 18,7 | 19,3 | 19,0  | 18,0  | 18,2  | 17,9  | 16,8 | 15,1 | 13,7 | 16,8   |
| 1950-90                                          | P  | 7,4  | 7,8  | 10,6 | 22,3 | 50,4 | 99,9  | 122,2 | 111,6 | 92,4  | 43,2 | 8,2  | 4,9  | 580,9  |
| TP= Temperatura média (ºC) P= Precipitações (mm) |    |      |      |      |      |      |       |       |       |       |      |      |      |        |